# Кларкия изящная
Кла́ркия изя́щная, или ноготко́вая (лат. Clárkia unguiculáta, ранее — Clarkia élegans), — вид однолетних растений, относящийся к роду Кларкия (Clarkia) семейства Кипрейные (Onagraceae).
Популярное декоративное растение, в природе известное в Калифорнии.

## Ботаническое описание
Однолетнее травянистое растение с простым или разветвлённым голым стеблем 20—80 см высотой, с сизоватыми тонами. Листья также нередко сизоватые, часто с красноватым оттенком, сидячие или на крылатых черешках до 7 мм длиной; сама пластинка 2—5 см длиной, ланцетная до ланцетно-яйцевидной, с острой верхушкой, цельная или с редкими зубцами по краю.
Соцветие рыхлое, кистевидное, опушённое, с железистыми волосками. Чашелистики плоские, широколинейные. Лепестки венчика свободные, розовые до сиреневых, 1—2 см длиной, с чётко выделяющимися ноготком и отгибом; ноготок узкий, цельный, отгиб дельтовидно-ромбовидный, примерно равен ноготку по длине, в основании часто с тёмным пятном. Тычинки в числе восьми, неравные, в основании с красноватой чешуйкой; пыльники длинных тычинок ярко-красные, у коротких тычинок — часто белые. Лопасти рыльца закруглённые, до 1,5 мм длиной.
Коробочка обычно изогнутая, 1—2,5 см длиной и около 2 мм толщиной, покрытая простыми и железистыми волосками. Семена коричневые, опушённые, около 1 мм длиной.

## Распространение
Эндемик Калифорнии. Весьма обычное растение в регионе Береговых хребтов и предгорий Сьерра-Невады. Северная граница ареала — округа Мендосино и Шаста, южная — Сан-Луис-Обиспо и Керн (горы Сан-Гейбриел).

## Значение
Популярное декоративное растение. Введено в культуру в Великобритании в 1832 году из семян, собранных Дэвидом Дугласом.

## Таксономия

### Синонимы
- Clarkia eiseneana Kellogg, 1877
- Clarkia elegans Douglas ex Lindl., 1833, nom. illeg.
- Oenothera elegans H.Lév., 1908
- Opsianthes gauroides Lilja, 1841, nom. illeg.
- Phaeostoma douglasii Spach, 1835, nom. illeg.
- Phaeostoma elegans (H.Lév.) A.Nelson, 1911